# Sishi Lijie (köpinghuvudort i Kina, Jiangxi Sheng, lat 29,11, long 116,76)
Sishi Lijie är en köpinghuvudort i Kina. Den ligger i provinsen Jiangxi, i den sydöstra delen av landet, omkring 98 kilometer nordost om provinshuvudstaden Nanchang. Antalet invånare är 28 795. Befolkningen består av 13 785 kvinnor och 15 010 män. Barn under 15 år utgör 28,0 %, vuxna 15-64 år 64 %, och äldre över 65 år 7,0 %.
Runt Sishi Lijie är det ganska tätbefolkat, med 248 invånare per kvadratkilometer. Närmaste större samhälle är Guxiandu, 11,2 km öster om Sishi Lijie. Trakten runt Sishi Lijie består till största delen av jordbruksmark.
Genomsnittlig årsnederbörd är 2 232 millimeter. Den regnigaste månaden är juni, med i genomsnitt 350 mm nederbörd, och den torraste är oktober, med 55 mm nederbörd.